# Biskupi Shenyang
Biskupi Shenyang – rzymskokatoliccy biskupi mający swoją stolice biskupią w Shenyang, obecnie w Chińskiej Republice Ludowej. W Shenyang mieściła się stolica wikariatu apostolskiego (1838 - 1946) i archidiecezji (1946 - nadal).

## Ordynariusze
Do arcybiskupa Jeana Marii Michela Bloisa wszyscy ordynariusze byli Francuzami. Następcami Bloisa mianowano już Chińczyków.

### Wikariusz apostolski Liaotung
- Emmanuel-Jean-François Verrolles MEP (11 grudnia 1838 - 20 sierpnia 1840)

### Wikariusze apostolscy Liaotung i Mandżurii
- Emmanuel-Jean-François Verrolles MEP (20 sierpnia 1840 - 29 kwietnia 1878)
- Constant Dubail MEP (23 maja 1879 - 7 grudnia 1887)
- Louis-Hippolyte-Aristide Raguit MEP (23 marca 1888 - 17 maja 1889)
- Laurent Guillon MEP (28 grudnia 1889 - 10 maja 1898)

### Wikariusze apostolscy Południowej Mandżurii
- Laurent Guillon MEP (10 maja 1898 - 2 lipca 1900)
- Marie-Félix Choulet MEP (21 lutego 1901 - 1 lipca 1920)
- Jean-Marie-Michel Blois MEP (19 grudnia 1921 - 3 grudnia 1924)

### Wikariusz apostolski Mukden
- Jean-Marie-Michel Bloiss MEP (3 grudnia 1924 - 11 kwietnia 1946)

### Arcybiskupi Shenyang
- Jean-Marie-Michel Blois MEP (11 kwietnia 1946 - 18 maja 1946)
- Ignatius Pi Shushi (26 lipca 1949 - 16 maja 1978) W 1957 zerwał jedność ze Stolicą Apostolską zostając przewodniczącym Patriotycznego Stowarzyszenia Katolików Chińskich
- sede vacante (być może urząd sprawował biskup(i) Kościoła podziemnego)
- Pius Jin Peixian (21 maja 1989 - 29 czerwca 2008)
- Paul Pei Junmin (29 czerwca 2008 - nadal)

## Arcybiskupi bez mandatu papieskiego
Archidiecezją Shenyang rządziło dwóch, nieuznawanych przez Stolicę Apostolską, arcybiskupów. Należeli oni do Patriotycznego Stowarzyszenia Katolików Chińskich i zostali mianowani z polecenia komunistycznych władz chińskich bez zgody papieża. Byli to:
- Paul Xu Zhenjiang (1981 - 22 czerwca 1984)
- Lawrence Zhang Huailiang (1988 - kwieceń 1989)